# Applied Materials
Applied Materials (AMAT) est un équipementier majeur dans l'industrie des semi-conducteurs. Son siège est situé à Santa Clara, en Californie aux États-Unis.

## Histoire
En septembre 2013, Applied Materials et Tokyo Electron annoncent la fusion de leurs activités, « respectivement numéro un et numéro trois du marché des équipements pour les fabricants de microprocesseurs et autres puces électroniques. » Le groupe ainsi créé aura une capitalisation boursière de 29 milliards de dollars. Le projet de fusion échoue à cause du désaccord de l'autorité de la concurrence américaine.
En juillet 2019, Applied Materials annonce l'acquisition de Kokusai Electric pour 2,2 milliards de dollars à KKR.

## Actionnaires
Liste des principaux actionnaires au 14 avril 2022 :
| Actionnaire                                             | %      |
| ------------------------------------------------------- | ------ |
| The Vanguard Group                                      | 7,86 % |
| Capital Research & Management                           | 7,09 % |
| SSgA Funds Management                                   | 4,53 % |
| Institutional Capital                                   | 3,62 % |
| Capital Research & Management (World Investors)         | 3,15 % |
| Capital Research & Management (International Investors) | 2,63 % |
| en:Relational Investors                                 | 2,54 % |
| BlackRock Fund Advisors                                 | 2,22 % |
| en:Geode Capital Management                             | 1,93 % |
| Fidelity Management & Research                          | 1,85 % |

## Activité
Applied Materials se concentrait jusqu'à peu à la fabrication de machines automatisées permettant la réalisation d'opération de métallurgie (dépôts et gravure) sur des tranches de silicium (silicon wafers) de diamètres variables (actuellement 150, 200 et 300 mm). Les procédés utilisés sont le PVD (Physical Vapor Deposition), le CVD (Chemical Vapor Deposition) ainsi que la gravure (Etch) et le CMP (Chemical Mechanical Polishing). L'inspection par microscope électronique (SEM), l'implantation ionique font aussi partie des domaines de compétence de la compagnie.
Les produits phares de la compagnie furent dans les années 1980, la fameuse Precision 5000 (alias P5000) puis l'Endura qui a révolutionné le process PVD en intégrant plusieurs chambres sur un bâti (Mainframe) dont la fiabilité a fait sa réputation. La Centura quant à elle a pris la place de la P5000 pour les procédés CVD.
Aujourd'hui la compagnie s'oriente aussi vers le service et les technologies émergentes solaires (Applied Films, etc.), les piles à combustible (?) via l'acquisition de sociétés de ces secteurs.
Via sa division AKT, Applied Materials est aussi présent sur le marché de réacteurs de dépôt et de gravure pour la fabrication des écrans plats.
Les principaux concurrents de la compagnie sont Lam-Research, Novellus-System, KLA-Tencor et Eaton. Dernier domaine dans lequel Applied n'était pas présent, la photo-lithographie, a fait l'objet d'un rapprochement avec ASML pour la mise au point d'équipement permettant la production de technologies 65 nm (nanomètres).

## En France
En France, la présence des équipements Applied Materials se situe principalement sur le polygone scientifique de Grenoble (Isère), de Rousset (Bouches-du-Rhône) et Corbeil-Essonnes (Île-de-France).
Le siège social en France est situé à Bernin, et l'effectif total atteint un peu plus de 350 employés en 2025 contre environ 150 en 2015.